# San Isidro (Abra)
San Isidro is een gemeente in de Filipijnse provincie Abra op het eiland Luzon. Bij de laatste census in 2007 had de gemeente bijna 5 duizend inwoners.

## Geografie

### Bestuurlijke indeling
San Isidro is onderverdeeld in de volgende 9 barangays:
- Cabayogan
- Dalimag
- Langbaban
- Manayday
- Pantoc
- Poblacion
- Sabtan-olo
- San Marcial
- Tangbao

## Demografie
San Isidro had bij de census van 2007 een inwoneraantal van 4.647 mensen. Dit zijn 354 mensen (8,2%) meer dan bij de vorige census van 2000. De gemiddelde jaarlijkse groei komt daarmee uit op 1,10%, hetgeen lager is dan het landelijk jaarlijks gemiddelde over deze periode (2,04%). Vergeleken met de census van 1995 is het aantal mensen met 805 (21,0%) toegenomen.

De bevolkingsdichtheid van San Isidro was ten tijde van de laatste census, met 4.647 inwoners op 38,1 km², 122 mensen per km².